# Nöthiger (Patrizierfamilie)

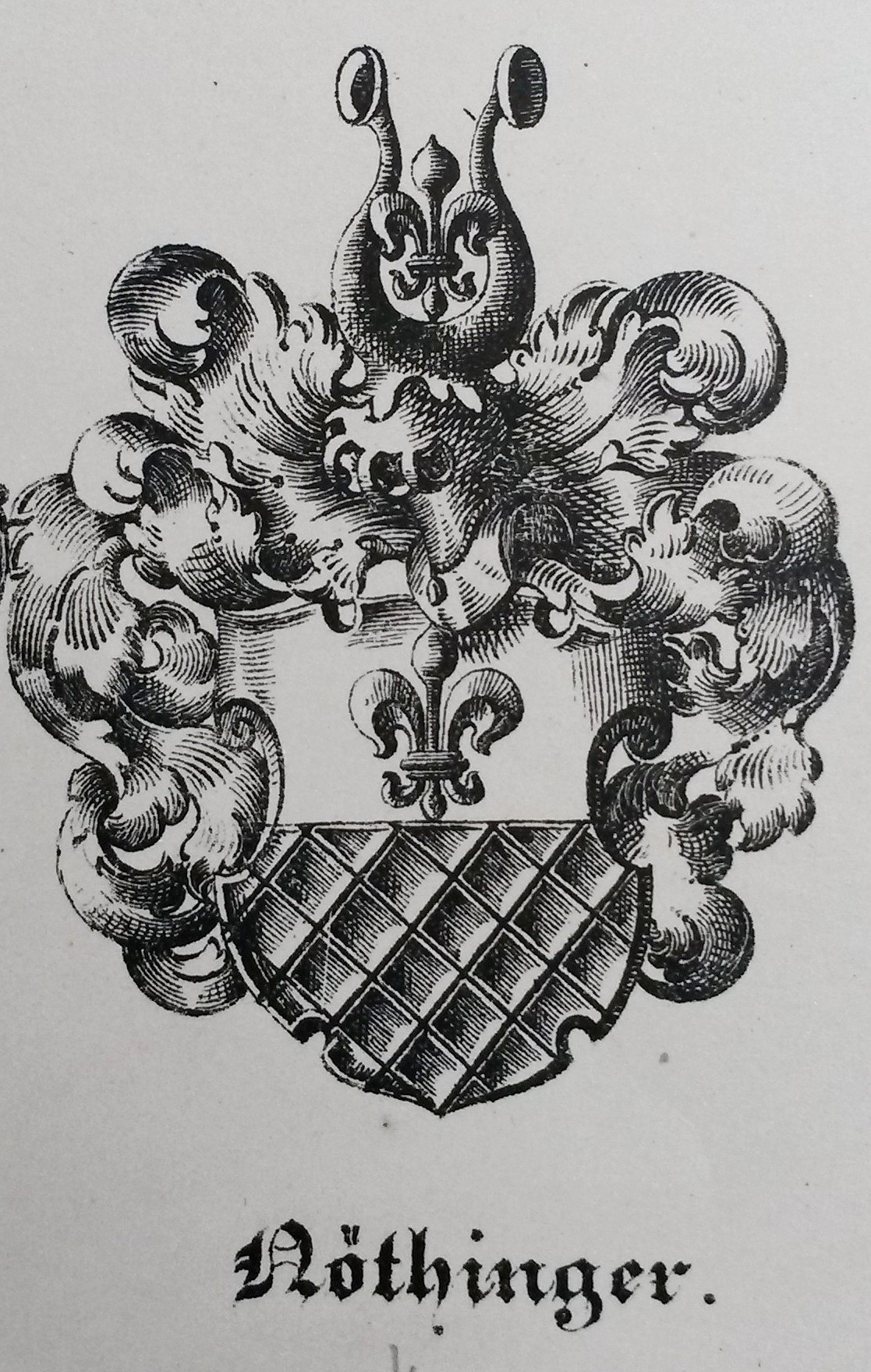
Wappen Nöthiger, Johann Emanuel Wyss (1829)

Die Familie Nöthiger (Nötiger, Nöthinger, Nöttinger, Nötinger) war eine möglicherweise aus dem Aargau stammende Berner Patrizierfamilie, die seit ungefähr Mitte des 15. Jahrhunderts das Burgerrecht der Stadt Bern besass und um 1950 im Mannsstamm erlosch.

## Personen
- Rudolf Nöthiger († 1523), Landvogt zu Wangen, Landvogt zu Aarburg, Landvogt zu Aarberg
- David Nöthiger (1581–1622), Kastlan zu Wimmis 1616
- Samuel Nöthiger (1607–1661), Notar, Obervogt zu Schenkenberg
- Simon Nöthiger (1609–1662), Metzger, Landvogt zu Laupen 1643, Kastlan zu Wimmis 1655
- Jonathan Nöthiger (1670–1734)[1], Chirurg
- Simeon Nöthiger (1658–1726), Pfarrer in Bolligen, Worb und am Berner Münster, Dekan in Bern 1718
- Samuel Nöthiger (1705–1775)[2], Gürtlermeister
- Johann Ludwig Nöthiger (1719–1782), Kupferstecher
- Johann Rudolf Nöthiger (1739–1826), Pfarrer
- Samuel Friedrich Eduard Nöthiger (1864–um 1950), ultimus